# Kantoor van de Toekomst
Het Kantoor van de Toekomst, een project van onder anderen Chriet Titulaer, werd in 1995 gerealiseerd bij de afslag Rosmalen-West langs de A2, in de Nederlandse provincie Noord-Brabant. Het werd geïnitieerd na het succes van het Huis van de Toekomst, dat stond in het Autotron in Rosmalen.

## Het gebouw
Het gebouw is ontworpen door De Bont cs Architecten. Het gebouw heet voluit het Bolduc Office Center. Het heeft een hoogte van 58,65 meter en is het op een na hoogste kantoorgebouw van 's-Hertogenbosch. Alleen het Provinciehuis Noord-Brabant is hoger.

## Concept
Chriet Titulaer wilde met dit project laten zien dat de medewerker niet meer naar kantoor hoefde te komen om te werken. De medewerkers werkten met behulp van ADSL op het netwerk van het bedrijf. Verder kon de medewerker met een chip door een gleuf de hele werkplek automatisch af laten stellen. Het bureau en stoel werden op de juiste hoogte ingesteld en de software werd automatisch geïnstalleerd of werkte met behulp van Citrix. Verder was het hele project gebaseerd op draadloze mogelijkheden. Medewerkers hadden op deze manier geen vaste werkplek meer.

## Interpolis
Interpolis heeft het hoofdkantoor in Tilburg in 1996 verbouwd en heeft dit concept als eerste in Nederland in het groot uitgevoerd. Medewerkers werken met zogeheten flexplekken. Zo kan het zijn, dat de een op de eerste etage zit te werken, maar zijn naaste collega op de tweede. Medewerkers hebben dus geen vaste werkplek meer. Het contact tussen de medewerkers wordt onderhouden met de mail of telefoon.